# Adontomerus amygdali
Adontomerus amygdali är en stekelart som först beskrevs av Boucek 1958.  Adontomerus amygdali ingår i släktet Adontomerus och familjen gallglanssteklar. Inga underarter finns listade i Catalogue of Life.